# Hack (język programowania)
Hack – język programowania dla HipHop Virtual Machine (HHVM), stworzony przez Facebook jako dialekt PHP. Hack jest realizowany jako otwarte oprogramowanie na licencji BSD.

## Właściwości języka
Jedną z cech języka jest typowanie parametrów funkcji oraz zwracanej wartości:
```
<?
hh

// Funkcje są anotowane przy pomocy typów.

function
 
negacja
(
bool
 
$x
)
:
 
bool
 
{

    
return
 
!
$x
;

}

```